# Billie Joe Armstrong
Billie Joe Armstrong, född 17 februari 1972 i Oakland, Kalifornien, är en amerikansk sångare och gitarrist i punkrockbandet Green Day. Han spelar även piano, saxofon, trummor, mandolin och munspel. Han är bosatt i Berkeley, Kalifornien.

## Biografi
Armstrong föddes den 17 februari 1972 i Oakland, Kalifornien och växte upp i närbelägna Rodeo, Kalifornien.
Han spelade in sin första låt när han var 5 år. Den heter Look For Love. Armstrong har trakterat Fernandez gitarrer, men han har allt mer gått över till att använda Gibson-gitarrer. Han har även fått en egen serie med signaturgitarrer hos Gibson.
Tidigt bildade Armstrong bandet Sweet Children tillsammans med Mike Dirnt som är Green Days basist. Sweet Children tog sedan in trummisen John Kiffmeyer och bytte namn till Green Day. John Kiffmeyer (a.k.a. Al Sobrante) slutade i Green Day eftersom han ville gå på college, och Armstrong och Dirnt fann trummisen Tré Cool som då spelade med The Lookouts. Han började spela med Green Day och 1992 gav de ut albumet Kerplunk med Tré Cool som trummis.
Armstrong är en av grundarna, tillsammans med sin fru, av skivbolaget Adeline Records, där bland andra hans eget band Pinhead Gunpowder och Mike Dirnts band the Frustrators är signade. Armstrong, Tré Cool, Dirnt samt några musiker i deras bekantskapskrets gjorde under en tid spelningar som stuntbandet The Network, som kom ut med ett album 2003.
Han gjorde även rösten till Charles Manson i filmen Live Freaky! Die Freaky! och sjunger låten Mechanical Man i filmen.

## Billie Joe Signature Guitar
Armstrong har en egen signaturgitarr, en Les Paul Junior. Det är en modifiering av en Gibson Les Paul. Skillnaden mot ursprungsmodellen som han använde innan i studion är att signaturgitarren har mer av en 60-tals-hals. Det är något enklare att spela på den, medan 50-talshalsen är lite bredare. Signaturmodellen har en annorlunda pickup, en H-90 istället för ursprungets P-90.

## Privatliv
Billie Joe är sedan den 2 juli 1994 gift med Adrienne, född Nesser. Deras första son, Joseph Marciano Armstrong, föddes den 28 februari 1995. Deras andre son, Jakob Danger Armstrong, föddes den 12 september 1998.